# Akkoord van Escazú

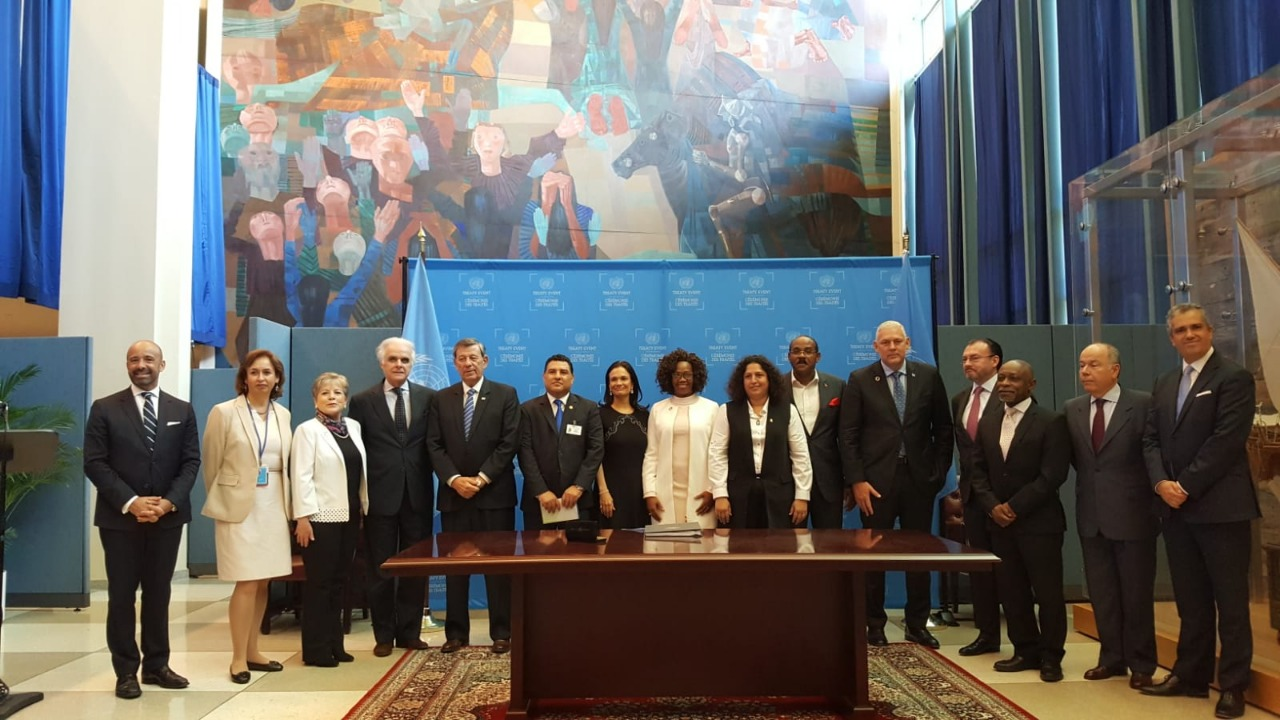
Ondertekening Escazú-akkoord 27 september 2018

Het Akkoord van Escazú (Engels: Escazú Agreement (Spaans: Acuerdo de Escazú) of voluit het Regional Agreement on Access to Information, Public Participation and Justice in Environmental Matters in Latin America and the Caribbean, is een internationaal verdrag ondertekend door 25 Latijns-Amerikaanse en Caribische landen betreffende de recht op toegang tot informatie over het milieu, inspraak van het publiek bij besluitvorming op milieugebied, milieurechtvaardigheid en een gezond en duurzaam milieu voor huidige en toekomstige generaties. De overeenkomst is bedoeld voor 33 landen in Latijns-Amerika en het Caribisch gebied. Van de 25 ondertekenaars is het door veertien landen geratificeerd: Antigua en Barbuda, Argentinië, Bolivia, Chili, Colombia, Ecuador, Guyana, Mexico, Nicaragua, Panama, Saint Vincent en de Grenadines, Saint Kitts en Nevis, Saint Lucia en Uruguay.
De overeenkomst kwam tot stand tijdens de VN-conferentie inzake Duurzame Ontwikkeling in 2012 en is het enige bindende verdrag dat als resultaat van de conferentie is aangenomen. Met de Economische Commissie voor Latijns-Amerika en het Caribisch gebied van de VN (ECLAC) als technisch secretariaat voor het proces, werd het akkoord opgesteld tussen 2015 en 2018 en goedgekeurd in Escazú, Costa Rica, op 4 maart 2018. De overeenkomst werd op 27 september 2018 ondertekend en stond open voor ondertekening tot 26 september 2020. Er waren elf ratificaties nodig om de overeenkomst in werking te laten treden, wat op 22 januari 2021 werd bereikt met de toetreding van Mexico en Argentinië. De overeenkomst trad op 22 april 2021 in werking.
Het akkoord van Escazú is het eerste internationale verdrag in Latijns-Amerika en het Caribisch gebied met betrekking tot het milieu en het eerste ter wereld dat bepalingen bevat over de rechten van milieuactivisten. De overeenkomst versterkt de banden tussen mensenrechten en milieubescherming door eisen op te leggen aan lidstaten met betrekking tot de rechten van milieuactivisten. Het doel is volledige toegang van het publiek tot informatie over het milieu, besluitvorming op milieugebied en rechtsbescherming en rechtsmiddelen met betrekking tot milieuaangelegenheden. Het erkent ook het recht van huidige en toekomstige generaties op een gezond milieu en duurzame ontwikkeling.

## Deelnemende landen
| Lid                            | Datum van handtekening | Datum van ratificatie |
| ------------------------------ | ---------------------- | --------------------- |
| Antigua en Barbuda             | 27 september 2018      | 4 maart 2020          |
| Argentinië                     | 27 september 2018      | 22 januari 2021       |
| Belize                         | 24 september 2020      |                       |
| Bolivia                        | 2 november 2018        | 26 september 2019     |
| Brazilië                       | 27 september 2018      |                       |
| Chili                          | 18 maart 2022          | 13 juni 2022          |
| Colombia                       | 11 december 2019       | 26 juli 2022          |
| Costa Rica                     | 27 september 2018      |                       |
| Dominica                       | 26 september 2020      |                       |
| Ecuador                        | 27 september 2018      | 21 mei 2020           |
| Grenada                        | 26 september 2019      |                       |
| Guatemala                      | 27 september 2018      |                       |
| Guyana                         | 27 september 2018      | 18 april 2019         |
| Haïti                          | 27 september 2018      |                       |
| Jamaica                        | 26 september 2019      |                       |
| Mexico                         | 27 september 2018      | 22 januari 2021       |
| Nicaragua                      | 27 september 2019      | 9 maart 2020          |
| Panama                         | 27 september 2018      | 10 maart 2020         |
| Paraguay                       | 28 september 2018      |                       |
| Peru                           | 27 september 2018      |                       |
| Dominicaanse Republiek         | 27 september 2018      |                       |
| Saint Vincent en de Grenadines | 12 juli 2019           | 26 september 2019     |
| Saint Kitts en Nevis           | 26 september 2019      | 26 september 2019     |
| Saint Lucia                    | 27 september 2018      | 1 december 2020       |
| Uruguay                        | 27 september 2018      | 26 september 2019     |

## Ratificatievertragingen
Verschillende commentatoren uitten hun twijfel of Brazilië het verdrag zal ratificeren onder leiding van Jair Bolsonaro, wiens regering de milieu- of mensenrechtenovereenkomsten niet heeft gesteund. Colombia heeft de overeenkomst uiteindelijk in juli 2022 geratificeerd. Colombia behoort tot de toplanden in de regio voor de dood van milieuactivisten.
Ondanks dat het een van de leidende landen was in het onderhandelingsproces voor deze overeenkomst, besloot Chili op het laatste moment het akkoord niet te ondertekenen. Enkele maanden later verwierp president Sebastián Piñera de hele overeenkomst, blijkbaar vanwege bezwaren van het ministerie van Buitenlandse Zaken met betrekking tot een mogelijk verzoek van Bolivia om soevereine toegang tot de Stille Oceaan te krijgen en onder druk van bedrijfsleiders. Nadat de ambsttermijn van Piñera in maart 2022 eindigde, besloot zijn opvolger Gabriel Boric het Escazú-akkoord te ondertekenen, het eerste wetsvoorstel dat door zijn regering aan het Nationale Congres werd gepresenteerd. Chili heeft de overeenkomst in juni 2022 geratificeerd.
Costa Rica weigerde de overeenkomst te ratificeren nadat Rodrigo Chaves Robles aan de macht kwam.

## Jeugdkampioenen
In 2020, ter gelegenheid van de tweede verjaardag van de overeenkomst, selecteerden The Access Initiative (TAI), de Economische Commissie voor Latijns-Amerika en het Caribisch gebied (UN ECLAC) en de regering van Costa Rica vijf nieuwe jeugdkampioenen, als opvolger van David R. Boyd, onder jonge milieuactivisten in Latijns-Amerika en het Caribisch gebied. De geselecteerden waren: Nicole Becker (Argentinië), Sebastián Benfeld (Chili), Kyara Cascante (Costa Rica), Nafesha Richardson (Saint Vincent en de Grenadines) en Laura Serna (Colombia).